# Estrago (delito)
El estrago es un delito penal que consiste en causar un daño de grandes proporciones que haya generado un peligro común. Causar incendios, inundaciones o explosiones, son medios típicos del estrago. En general, suele ser sancionado con penas altas, al considerársele un delito grave.
El bien jurídico protegido es la seguridad pública. Es decir, la sanción del delito tiene como fin garantizar la seguridad colectiva de los ciudadanos, con lo que los daños ocasionados en el patrimonio quedan fuera del delito de estragos. 

## Tipo penal
1. Daño. La acción central penalmente sancionada consiste en causar un daño. Aunque la simple causación de un daño no es suficiente para que haya estrago, sin daño el delito no se configura. La falta de daño podría encuadrar la acción como tentativa.
2. Peligro común. Para que se configure el delito, es necesario también que se haya producido un peligro común, es decir, que exceda un peligro individual o limitado a un entorno familiar.[1]
3. Medios típicos. El delito requiere que el daño se haya cometido mediante algún medio típico, tales como incendio, explosión, inundación, hundimiento de nave o daño de diques. También puede considera estrago la destrucción por cualquier medio de bienes como bosques, cultivos, cosechas, ganados, etc.
4. Peligro concreto y resultado. Se trata de un delito de peligro concreto ya que el peligro que configura sólo puede ser sobre las personas. Si no concurre el peligro concreto sobre las personas no se puede hablar de un delito de estragos puesto que ese peligro constituye un elemento esencial del tipo. Otra cosa es la necesidad de una destrucción efectiva de alguno de los lugares recogidos en el tipo. La mayoría de la doctrina afirma que esta destrucción será necesaria para que se perfeccione el delito.

## Regulación por país

### Argentina
Se trata de un delito grave, que tiene una pena que puede oscilar, en su forma básica, entre un mínimo de 3 años y un máximo de 20 años de prisión, razón por la cual, suele tratarse de un delito no excarcelable.
El delito admite tanto una modalidad intencional (dolosa), como por negligencia (culposa), en este último caso con penas menores.
También puede configurarse cuando se impide evitar o combatir los estragos tipificados.
El delito resulta agravado si se pone en peligro la vida de las personas, y más aún si el mismo causara la muerte de alguna persona.
Constituye delito de estrago también el solo hecho de tener o haber adquirido elementos peligrosos, capaces de causar estragos, como bombas, materiales o aparatos capaces de liberar energía nuclear, materiales radiactivos o sustancias nucleares, o sus desechos, isótopos radiactivos, materiales explosivos, inflamables, asfixiantes, tóxicos o biológicamente peligrosos, o sustancias o materiales destinados a su preparación.

### España
Los estragos están tipificados en los artículos 346 y 347 del actual Código Penal español.
La referencia al delito de estragos se incorpora en el código de 1848, y ha permanecido inalterado, prácticamente hasta nuestros días.
El Tribunal Supremo ha definido los estragos como un daño de extraordinaria gravedad e importancia, y que el agente se valga al efecto de un medio de destrucción suficientemente poderoso para producirla aun cuando no sea de los expresamente señalados en el artículo 346. Sin embargo, simplemente un daño de extraordinaria gravedad causado por una explosión no es un delito de estragos, es necesario que en dicha explosión se ponga en peligro a las personas. Cualquier explosión puede ser susceptible de constituir un delito de estragos, sea cual sea su magnitud, siempre que se produzca dicho peligro para las personas.

#### Régimen Concursal

##### Daños e incendios.
En los casos en los que no concurra riesgo alguno para la vida o la integridad de las personas, siempre estaremos ante un delito de daños. También estaremos ante un delito de daños cuando, a pesa de concurrir ese riesgo para las personas, y producirse una gran explosión y destrucción no se lleve a cabo en alguno de los lugares que enumera el artículo 346.

##### Delitos de terrorismo.
Los estragos terroristas se trata de un delito pluriofensivo que no puede ser ejecutado si no es por integrantes o colaboradores de bandas terroristas, quienes mediante el uso de medios de especial potencia destructiva, tengan por finalidad subvertir el orden constitucional o alterar gravemente la paz pública.
Los estragos terroristas sólo se podrán consumar mediante actos de autoría. No es necesario que se cause lesión a la vida o integridad de las personas o, que se ponga en riesgo a alguien o a un colectivo social en concreto, simplemente basta con realizar las conductas del artículo 346. El tipo penal de terrorismo por estragos subsume el delito del artículo 346.
Es un delito instantáneo, se consuma en el resultado, que será principalmente de lesión al orden constitucional o a la paz pública, y de peligro concreto en cuanto a la vida o integridad de las personas.
Si efectivamente se producen muertes o lesiones, se presentará un concurso real de delitos, si los estragos terroristas no iban dirigidos a dicho fin (lesiones o muerte) cabrá dolo eventual.
Los bienes jurídicos protegidos son el orden constitucional y la paz pública, y la vida, integridad física o salud de las personas.
Los sujetos pasivos serán tanto el Estado social y democrático de derecho como las personas sobre las que recaen las conductas delictivas.